# Dimercaprol
Dimercaprolul este un medicament ce acționează ca agent chelator, fiind utilizat în tratamentul intoxicației acute cu arsen, mercur, aur și plumb. Calea de administrare disponibilă este cea intramusculară.
Reacțiile adverse frecvente includ hipertensiune arterială, durere la locul injecției, vărsături și febră.
Se află pe lista medicamentelor esențiale ale Organizației Mondiale a Sănătății.

## Utilizări medicale
Dimercaprol este utilizat în tratamentul intoxicației cu plumb sau arsen, fiind considerat un medicament esențial.
Se poate utiliza și în boala Wilson ca urmare a chelatării cuprului.